# Гурщина
Гурщина (укр. Гурщина) — село в Белогорской поселковой общине Шепетовского района Хмельницкой области Украины.
Население по переписи 2001 года составляло 112 человек. Почтовый индекс — 30213. Телефонный код — 3841. Занимает площадь 0,085 км².
До июля 2020 года село находилось в составе Белогорского района.
В июне 2020 года Гурщина вошло в состав новой территориальной общины — Белогорской поселковой общины. 
17 июля 2020 года, в результате административно-территориальной реформы и ликвидации Белогорского района, село вошло в состав укрупнённого Шепетовского района.

## Местный совет (до 2020 года)
30213, Хмельницкая обл., Белогорский р-н, с. Йосиповцы, ул. Пещаная, 4